# 大阪府立みどり清朋高等学校
大阪府立みどり清朋高等学校（おおさかふりつ みどりせいほうこうとうがっこう）は、大阪府東大阪市池島町六丁目に所在する公立の高等学校。

## 概要
従来の大阪府立池島高等学校と大阪府立清友高等学校（八尾市）を統合し、2008年に開校した。学校敷地は池島高校のものを継承し、2008年度・2009年度の2年間は池島高校と校地を共用した。
校名は、前身2校が自然豊かな環境に立地することからの「みどり」（自然の「緑」、学校敷地周辺に生息するカワセミ（翡翠）の「翠（みどり)」）と、両校の校歌の歌詞に含まれている「清」、従来の両校の教育実践を新校で肩を並べて発展させる・新校で次代を担う若者が出会い良き友人となってほしいという2つの意味を込めた「朋」を組み合わせた。
開校当初は普通科総合選択制を設置していたが、その後2016年度より普通科専門コース設置校に改編している。同校では「人文探究専門コース」と「子ども保育専門コース」の2コースを設置し、人文探究専門コースでは文系科目を、子ども保育専門コースでは幼稚園教諭や保育士を志望する生徒に対応した科目（保育・音楽・体育・表現などの科目）をそれぞれ重点的に学ぶことができる。このほか一般の理系・文系の課程も設置している。

## 沿革
大阪府教育委員会の「府立高等学校特色づくり・再編整備計画（全体計画） 平成18年度（第4年次）実施対象校」の一つとして「東大阪・八尾地域新高校」を設置する構想が、2006年に発表された。従来の大阪府立池島高等学校と大阪府立清友高等学校を統合し、普通科総合選択制の高校を新設する構想だった。
細部を検討したのち、大阪府委員会は2007年8月、新設校の校名を大阪府立みどり清朋高等学校と内定したと発表。同年12月の大阪府議会で高等学校設置条例が改正され、2008年1月1日付で大阪府立みどり清朋高等学校が設置された。2008年4月に第1期生が入学している。
開校当初は普通科総合選択制を設置していた。従来の普通科の教育を基盤にしながら、「理数・自然科学」「情報・表現」「スポーツ」「保育・福祉」「国際文化」「人文」の6つのエリアを設置し、各エリアごとに多様な選択科目が設置されていた。生徒は1年次には主に必修科目を学習するが、2年次以降には自らの興味関心や進路希望に応じて、選択したエリアのエリア指定科目と自由選択科目を選択して学習をおこなっていた。
その後2016年度入学生より、普通科専門コース設置校へと改編している。

### 年表
- 2006年 - 大阪府教育委員会が池島・清友の前身校2校の統合方針を発表。
- 2007年8月29日 - 統合校の校名を「大阪府立みどり清朋高等学校」と内定。
- 2007年12月 - 大阪府議会12月議会で条例改正案が可決され、池島・清友の両校の統合と大阪府立みどり清朋高等学校の設置が正式に決定。
- 2008年1月1日 - 大阪府条例に基づき、大阪府立みどり清朋高等学校を設置。
- 2008年4月1日 - 普通科総合選択制の大阪府立みどり清朋高等学校開校。
- 2016年 - 普通科専門コース設置校に改編。

## 交通
- 近鉄奈良線 東花園駅 南へ約2km。
- 近鉄大阪線 河内山本駅 北東へ約2.6km。
- 近鉄バス 北山本バス停 東へ約1.1km。